# Почтовая и гербовая марка

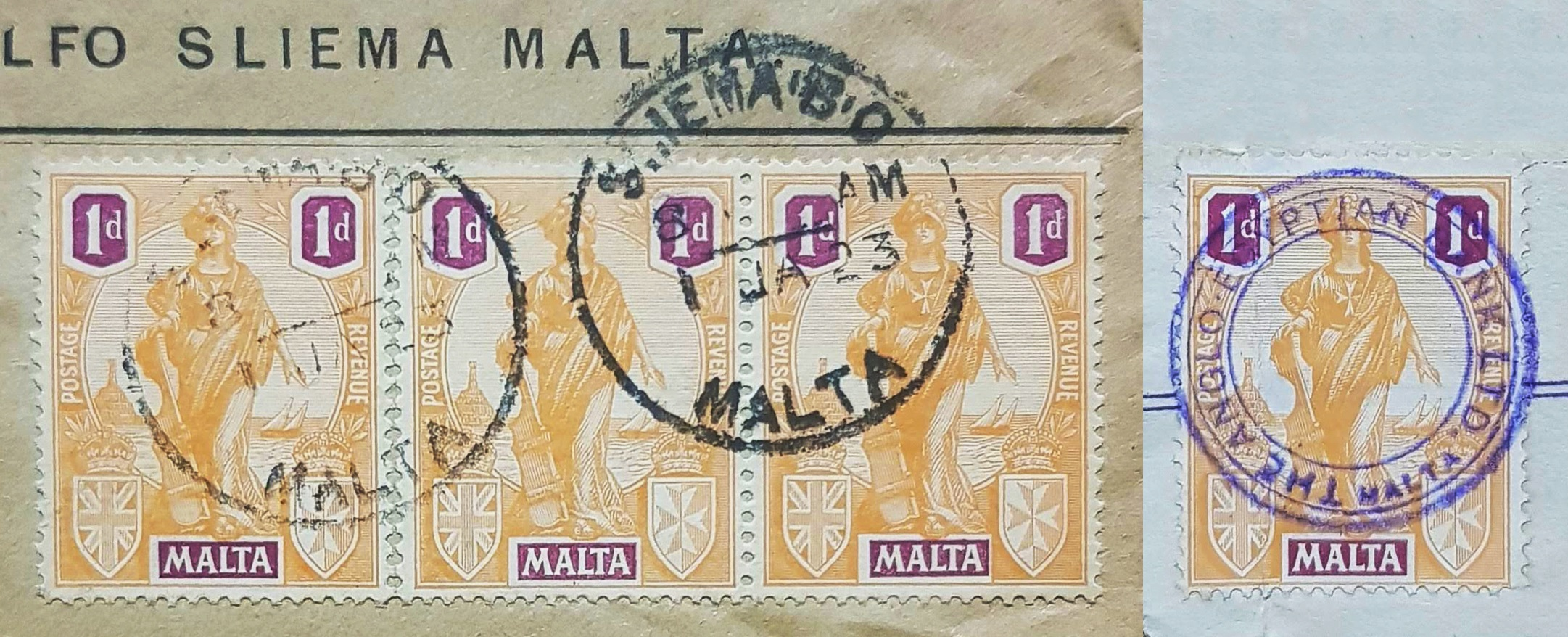
Марка Мальты 1922 г. из выпуска «Мелита», использованная как почтовая марка (полоска из трёх марок со штемпелями Слимы) и как фискальная марка (отдельная марка со штемпелем гашения Англо-Египетского банка)

Почтовая и гербовая марка (англ. postage and revenue stamp), иногда также называемая маркой двойного назначения (англ. dual-purpose stamp) или сложной маркой (англ. compound stamp), — это марка, которая в равной степени действительна для использования в почтовых и в фискальных целях. Часто, хотя и не всегда, на них имелась надпись типа англ. «Postage and Revenue» («Почтовый и гербовый сбор»). Почтовые и гербовые марки были распространены в Великобритании и Британской империи в XIX и XX веках, а в некоторых странах они продолжают использоваться и в начале XXI века.
На почтовых и гербовых марках, использованных в целях почтового обращения, обычно имеется оттиск почтового штемпеля, тогда как на почтовых и гербовых марках, использованных в качестве фискальных марок, имеется та или иная форма налогового гашения (например, гашение пером, гашение резиновым штампом или коммерческая надпечатка).

## Использование в Британской империи и Британском Содружестве

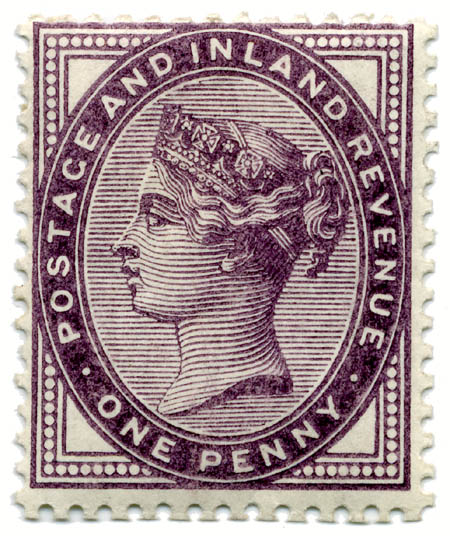
«Сиреневый пенни» 1881 г. — первая в Великобритании почтовая и гербовая марка

В 1881 году в Великобритании был принят «Закон о таможне и внутренних доходах» (англ. Customs and Inland Revenue Act), в котором говорилось, что «гербовый сбор в один пенни может быть обозначен почтовыми марками, и наоборот». Это привело к выпуску почтовых и гербовых марок двойного назначения, начиная с выпуска «Сиреневого пенни» 1881 года и «Сиренево-зелёного выпуска» (Lilac and Green Issue) 1883—1884 годов. На первом была надпись англ. «Postage and Inland Revenue» («Почтовый и внутренний гербовый сбор»), а на второй — «Postage & Revenue» («Почтовый и гербовый сбор»). Кроме того, находившиеся тогда в обращении почтовые марки и фискальные марки стали действительными для обеих целей. Многие британские марки номиналом до 2 шиллингов 6 пенсов были действительны как для почтового, так и для фискального обращения до 1968 года, при этом большинство стандартных и некоторые памятные марки, выпущенные в этот период, были снабжены соответствующими надписями.

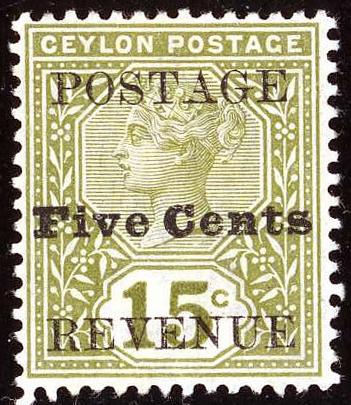
Почтовая марка Цейлона с надпечаткой в качестве почтовой и гербовой марки двойного назначения, 1890 г.

Использование почтовых и гербовых марок двойного назначения в различных колониях Британской империи началось в XIX веке. На некоторых почтовых или гербовых марках не было надписи, указывающей на их предполагаемое использование, и их неофициально использовали для обеих целей. В 1880-х годах некоторые колонии официально разрешили использовать марки двойного назначения, в то время как некоторые существовавшие ранее фискальные марки стали действительными для почтового использования (в качестве почтово-гербовых марок). Большинство британских колоний в период с конца XIX по начало XX века выпускали марки с надписями типа «Postage & Revenue» («Почтовый и гербовый сбор»), а некоторые страны, например Цейлон, делали надпечатки этой надписи на уже имеющихся запасах почтовых марок. Некоторые марки высоких номиналов с такими надписями предназначались в первую очередь для фискального использования и применялись почти исключительно в качестве таковых, однако теоретически эти надписи также превращали их в почтовые марки, и поэтому они включаются в каталоги почтовых марок.
В некоторых случаях выпуск почтовых и гербовых марок создавал проблемы, связанные с распределением доходов между почтовым ведомством и казначейством. Некоторые колонии, такие как Мальта и Наталь, несколько раз переходили от выпуска отдельных марок каждого типа к выпуску марок двойного назначения.
После конца 1930-х годов многие колонии отказались от надписи «Postage & Revenue» на своих марках, но многие марки оставались действительными для обоих целей. Несколько нынешних или бывших британских колоний, таких как Монтсеррат и Невис, продолжают выпуск почтовых и гербовых марок двойного назначения в начале XXI века.

## Использование в других странах

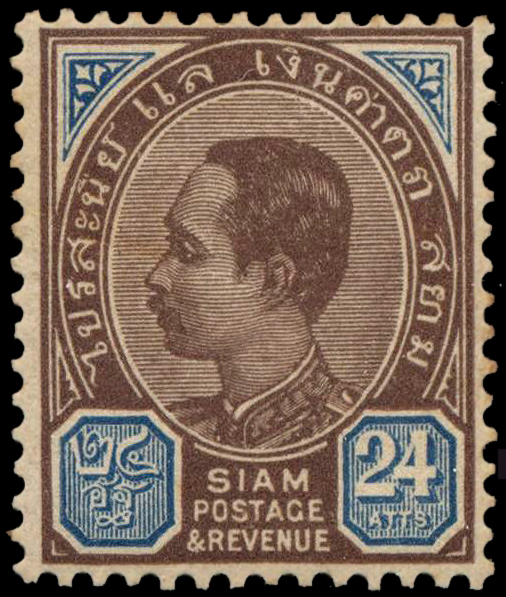
Почтовая и гербовая марка Таиланда, 1899 г.

На некоторых марках Таиланда (тогда известного как Сиам), выпущенных в период с 1887 года по 1904 год, была надпись англ. «Postage & Revenue» («Почтовый и гербовый сбор»). В некоторых странах, например в Исландии, также разрешалось использовать почтовые марки для определённых фискальных целей без надписи на самих марках.

## Коллекционирование
Коллекционеры почтовых марок обычно предпочитают почтовые и гербовые марки, которые побывали в почтовом обращении, а не те, которые были использованы в качестве фискальных марок. В связи с этим фискальные марки, как правило, дешевле почтовых.